# Lokomotiva EU05
Lokomotivy řady EU05 jsou čtyřnápravové stejnosměrné elektrické lokomotivy, které pro polské železnice Polskie Koleje Państwowe dodala československá firma Škoda v roce 1961 v počtu 30 kusů (tovární typ 44E). Při zkouškách v roce 1968 dosáhl mírně modifikovaný kus rychlosti 174 km/h, čímž vytvořil polský rychlostní rekord, který trval až do roku 1999. Většina kusů (27) byla v 70. letech přestavěna na řadu EP05.